# Paul Feyerabend
Paul Karl Feyerabend (Viena, 13 de enero de 1924 - Genolier, 11 de febrero de 1994) fue un filósofo de la ciencia que a lo largo de su vida experimentó una evolución constante en su pensamiento (popperiano, antirracionalista, empirista, antiempirista, antipositivista y relativista), siempre con un alto grado de anarquismo y sentido crítico que lo llevaron a postular el anarquismo epistemológico. Es uno de los dos autores de la tesis de la inconmensurabilidad.
En sus ensayos utilizó una comunicación clara y expresiva, distante del lenguaje frío y aséptico que es, según Feyerabend, una de las carencias o defectos de forma de los que generalmente adolece la redacción académica. Empleó con frecuencia citas de filósofos marxistas, entre otros Lenin, Mao Tse Tung y Rosa Luxemburgo. Feyerabend se hizo famoso por su propuesta postura anarquista de la ciencia y su rechazo a la existencia de reglas metodológicas universales. Las críticas negativas iniciales que recibió su libro Contra el método le ocasionaron, como consta en su libro autobiográfico Matando el tiempo, una profunda depresión.

## Biografía

### Infancia, juventud, guerra
Paul Feyerabend nació en 1924 en Viena. Hijo de una familia de clase media, creció en esa ciudad y asistió allí a la escuela primaria y secundaria, destacando como un estudiante de rendimientos superiores al promedio. Sus padres habían tenido que esperar mucho antes de tener a Paul, su único hijo, debido a la Primera Guerra Mundial (1914-1918), así como a la inflación en la Primera República de Austria (1918-1933): la madre de Paul Feyerabend ya tenía 40 años cuando nació.
Durante este período adquirió el hábito de leer mucho, desarrolló interés por el teatro y tomó lecciones de canto. Según su propio relato, su primer contacto con la filosofía fue solo una casualidad: 

Cuando uno buscaba literatura que estaba para la venta, se podían comprar libros por toneladas por unos pocos centavos.[…] No podía evitar que entremedio viniera algún volumen de Platón, Descartes o Büchner (el materialista, no el poeta). Yo entonces probablemente leía estos libros adicionales no deseados por curiosidad o simplemente porque había tenido que pagar por ello.
Zeitverschwendung (Matando el tiempo, autobiografía)

En marzo de 1938 Austria pasó a formar parte del Reich alemán, el 1 de septiembre de 1939 comenzó la Segunda Guerra Mundial que también transformó la vida del joven de 15 años. Los padres de Feyerabend saludaron la anexión de Austria, mientras que el propio Feyerabend describió su relación hacia los nazis como ingenua y relativamente sin emociones. No se transformó en ardiente partidario, pero tampoco respondió con indignación a las atrocidades de la guerra de las que fue testigo.
Cuando en abril de 1940 se graduó, fue reclutado por el Arbeitsdienst (año de trabajo obligatorio en Alemania). Tras una formación inicial en Pirmasens, Alemania, fue asignado a una unidad en Quélerne en Bas, frente a Brest, en Francia. Feyerabend describió el trabajo que realizó en ese período como monótono: «Nos movilizábamos por el campo, íbamos cavando zanjas, y luego caminábamos de regreso a llenarlas». Después de un breve abandono se alistó voluntariamente en el ejército en la escuela de oficiales.
En 1942 formaba parte de un cuerpo de ingenieros del ejército, y en 1943 asistió a la escuela militar de oficiales. Para su instrucción fue enviado también a Yugoslavia por un período, y estando este país se enteró del suicidio de su madre, un suceso que en ese momento no lo afectó demasiado. Según Feyerabend, la escuela de oficiales le parecía un buen camino para evitar la acción directa en la guerra. En su autobiografía escribe que por ese entonces esperaba que la guerra hubiese terminado antes de que él terminara su entrenamiento como oficial.
Pero las cosas no resultaron así: en septiembre de 1943 fue destinado a Rusia, y desde diciembre se desempeñó como oficial en la parte norte del Frente Oriental, donde fue condecorado con una Cruz de Hierro. Según su propio relato, se habría comportado allí de manera imprudente y teatral, y por ello fue ascendido al grado de teniente.
Cuando la Wehrmacht ya había comenzado la retirada y el Ejército Rojo avanzaba, Feyerabend fue alcanzado por tres balas, en el vientre y en las manos, mientras estaba dirigiendo el tráfico. Una de las balas llegó hasta la columna vertebral y, como resultado de esto, necesitó un bastón para caminar por todo el resto de su vida y muchas veces sentía un dolor intenso. A partir de ese momento, pasó el resto de la guerra recuperándose de sus heridas en un hospital de Apolda. Cuando la guerra terminó, encontró primeramente un trabajo temporal como escritor de obras de teatro en Apolda y comenzó a estudiar canto en la vecina ciudad de Weimar.

### Estudios universitarios
Después de haber tomado diversos cursos en la Academia de Weimar, retornó a Viena en 1947. Su pasión anterior —la física— le pareció algo totalmente alejado de la realidad tras el fin de la guerra, de modo que comenzó sus estudios universitarios en Historia y Sociología. Sin embargo, muy pronto sintió que le aburrían las clases y se sentía insatisfecho, por lo que se cambió a la carrera de Física en la Universidad de Viena. Allí conoció al físico Felix Ehrenhaft, quien tendría una gran influencia en su posterior visión sobre la naturaleza de la ciencia. Poco después, y a través de Victor Kraft, Feyerabend entró en contacto con la Filosofía académica. En contraposición a los otros miembros del Círculo de Viena, Kraft había permanecido en Viena, y un grupo de filósofos y estudiantes confluyeron en torno a su liderazgo, en el así llamado «Círculo de Kraft». Feyerabend participó allí también y por esta vía tuvo oportunidad de discutir con filósofos como Walter Hollitscher, G.E.M. Anscombe o Ludwig Wittgenstein, y escribió su tesis acerca del lenguaje de la observación (observation sentences). En su autobiografía, describió la visión filosófica que poseía en ese momento como «firmemente empirista», asumiendo completamente las tesis principales del empirismo lógico:

Das war übrigens die Haltung bei all meinen Diskussionbeiträgen: die Wissenschaft ist die Grundlage des Wissens, Wissen ist empirisch, nicht-empirische Überlegungen sind entweder Logik oder Unsinn.
Esta era mi posición en todas mis contribuciones a la discusión: la ciencia es el fundamento del conocimiento, el conocimiento es empírico, las reflexiones no empíricas pertenecen a la lógica o son tonterías.
Matando el tiempo.

Publicó su primer artículo en 1947, que versaba sobre el concepto de ilustración en la física moderna, en el que se mostraba profundamente positivista. 
Para el desarrollo que Feyerabend siguió más adelante, fue decisiva su participación en el Foro Alpbach, al que asistió por primera vez en 1948. En Alpbach, conoció a Hanns Eisler, Bertolt Brecht y, no en último término, a Karl Popper. Allí declinó una oferta de Brecht para trabajar como su asistente. En vez de esto, y tras haber obtenido su doctorado en 1951, quería continuar estudiando con Wittgenstein en Cambridge, con una beca de un año otorgada por el British Council. Pero Wittgenstein falleció en 1951, antes de la llegada de Feyerabend al Reino Unido, de modo que se fue a trabajar bajo la tutoría de Popper en la London School of Economics and Political Science.
Publicó diversos artículos en los que se detectan claras influencias del racionalismo popperiano. En efecto, su influencia fue determinante en múltiples sentidos para la evolución filosófica de Feyerabend. En primer lugar, fue profundamente marcado por las ideas de Popper y asumió el falsacionismo. Más tarde, sin embargo, se distanció del racionalismo crítico de Popper y lo transformó en el principal enemigo de su propia concepción, la del anarquismo epistemológico.[cita requerida]

### De Bristol a Berkeley
En 1955 obtuvo su primer trabajo académico en la Universidad de Brístol, donde tenía que dictar una cátedra sobre teoría del conocimiento. Aunque alcanzó esta posición gracias a la influencia de Popper, se mostraron aquí las primeras rupturas de Feyerabend con la posición de este:

John Watkins (…) me miró de arriba abajo con cara seria y me dio un sermón porque yo era un mal popperiano: había muy poco Popper en el texto de mis ensayos y, por cierto, absolutamente ninguna cita a Popper en las notas al pie. Al explicarle detalladamente que uno podía leer un poquito de Popper en algunos lugares del texto, dio un suspiro de alivio, me condujo a la sala y me permitió comer.
Matando el tiempo, p. 149.

Sin embargo, los escritos de Feyerabend de los años 1950 y de los primeros años de los años 1960 están fuertemente marcados por el falsacionismo de Popper. Un buen ejemplo de esto es la crítica al positivismo en: An Attempt at a Realistic Interpretation of Experience, 1958.
Durante este período en Brístol, Feyerabend se casó por segunda vez, pero al igual que ocurriera en el primer matrimonio, se divorció pronto. En este contexto, se alegró de recibir en 1958 una oferta para una estancia de un año en la Universidad de California en Berkeley.
Berkeley fue por más de 30 años la residencia principal de Feyerabend. El cambio de Europa a Estados Unidos fue un hecho influyente de varias maneras: en primer lugar, entró pronto en contacto estrecho con el ambiente de la filosofía estadounidense, especialmente por sus visitas al Centro de Filosofía de la Ciencia de Minnesota. Entre las amistades y contactos que hizo allí se contaban varios de los antiguos representantes del Círculo de Viena, como Herbert Feigl, Rudolf Carnap y Carl Gustav Hempel y, por otra parte, representantes de la filosofía analítica, como John Searle y Hilary Putnam. En 1965 publicó su primer escrito teórico científico detallado, Los problemas del empirismo. Este largo ensayo ya contiene muchas de sus ideas radicales, pero se basa en el realismo filosófico y todavía no conduce necesariamente a Feyerabend a una confrontación con la filosofía de la ciencia contemporánea.
Además, el clima político en Berkeley y en general en el área de la Bahía de San Francisco también ejercía su influencia: en 1964, el Movimiento Libertad de Expresión transformó a Berkeley en un centro revolucionario de izquierda en Estados Unidos. Tres años más tarde, el movimiento hippie había llegado a su punto culminante en la vecina ciudad de San Francisco con el «Verano del Amor». Feyerabend solía destacar en sus escritos que las experiencias con los movimientos políticos y el contacto con la multiculturalidad del área de la Bahía marcaron fuertemente su pensamiento filosófico. Así lo explica, por ejemplo, en relación con el estudiantado multicultural:

¿Quién era yo para explicar a estas personas qué y cómo debían pensar? Yo no tenía idea de sus problemas, a pesar de que sabía que tenían muchos. No conocía sus intereses, sus sentimientos, sus angustias, sus esperanzas […]. Porque esta tarea [se refiere al pontificar de la tradición del racionalismo] era la de un amo de esclavos culto y elegante. Y un negrero yo no quería ser.
EffM, S. 233 f.

No obstante, el largo tiempo que Feyerabend permaneció en Berkeley no cambió nada en su desasosiego y descontento con su nueva patria. Con el correr de los años asumió distintos cargos como profesor invitado en diferentes lugares, sin llegar a sentirse completamente satisfecho en ningún sitio. Se quedó largo tiempo en Londres y en Berlín, donde también entró en contacto con movimientos estudiantiles. Otros lugares de estadía fueron Auckland, Kassel, Sussex y Yale.[cita requerida]
En 1959 se nacionalizó estadounidense. Comenzó a escribir artículos en los que hacía una revisión crítica del empirismo. Introdujo en su filosofía el concepto de inconmensurabilidad (aunque el término en sí se fijó posteriormente), ya que también lo usan Wittgenstein y Kuhn para referirse a teorías científicas disjuntas, es decir, aquellas cuyos dominios conceptuales son totalmente incompatibles e intraducibles entre sí.[cita requerida]
Hacia finales de los años 1960, sus artículos comienzan a revelar un giro hacia una especie de pluralismo teórico, según el cual el mejor mecanismo para el progreso pasa por introducir el mayor número posible de hipótesis alternativas. Propuesta que fue publicada en un largo artículo en 1970 («Contra el método»). Feyerabend planeó con Imre Lakatos, amigo suyo, una colaboración en forma de un libro de debate que se llamaría For and against method (A favor y en contra del método). Aunque la muerte de Lakatos acabó con el proyecto compartido, Feyerabend publicó su parte, como su primer libro, bajo el título Tratado contra el método (1975).
En sus siguientes obras Ciencia en una sociedad abierta (1978), Ciencia como un arte (1987) y Adiós a la razón (1987), puntualizó y desarrolló su epistemología. Estos significaron un nítido respaldo al relativismo, en el que llegó a afirmar que en realidad la ciencia sufre cambios, pero no progresa.[cita requerida]
Murió a consecuencia de un tumor cerebral para el que no existía tratamiento eficaz. Su autobiografía Matando el tiempo se publicó, en edición póstuma, en 1995.[cita requerida]

## Filosofía

### Primera época
Los primeros escritos muestran una clara influencia popperiana. Afirmaba que la función de la epistemología no era describir cómo actúan los científicos, sino cómo deberían actuar. Su epistemología era totalmente metodológica, sin ninguna preocupación metafísica. Defendía la multiplicación de teorías como el mejor camino para el progreso.

### Contra el método(1970)
Contra el método es una crítica de la lógica del método científico racionalista, apoyada en un estudio detallado de episodios claves de la historia de la ciencia. Concluye que la investigación histórica contradice que haya un método con principios inalterables, que no existe una regla que no se haya roto, lo que indica que la infracción no es accidental sino necesaria para el avance de la ciencia. En las propias palabras de Feyerabend:

La idea de un método que contenga principios científicos infalibles, inalterables y absolutamente obligatorios que rijan los asuntos científicos entra en dificultades al ser confrontada con los resultados de la investigación histórica.

Para esto, Feyerabend propone un «principio que puede ser defendido bajo cualquier circunstancia y en todas las etapas del desarrollo humano. Me refiero al principio "todo vale"».
A pesar de ello, Feyerabend denuncia que sigue existiendo un esfuerzo continuo para encerrar el proceso científico dentro de los límites del racionalismo, de manera que un especialista acaba siendo una persona sometida voluntariamente a una serie de restricciones en su manera de pensar, de actuar e incluso de expresarse, él mismo los compara con «perros amaestrados»:

Al igual que un perrillo amaestrado obedecerá a su amo sin que importe lo confuso que él mismo esté y lo urgente que sea la necesidad de adaptar nuevos esquemas de conducta, un racionalista amaestrado será obediente a la imagen mental de su amo, se conformará a los estándares de argumentación que ha aprendido, mostrará adhesión a estos estándares sin que importe la dificultad que él mismo encuentre en ellos, y será poco capaz de descubrir que lo que él considera como «la voz de la razón» no es sino un post-efecto causal del entrenamiento que ha recibido.

Una parte esencial de todas las teorías de inducción es la regla que dice que los hechos miden el éxito de una teoría. Feyerabend sugiere proceder inductivamente, pero también contrainductivamente, es decir, introduciendo hipótesis inconsistentes con teorías, o con hechos bien establecidos. En otras palabras, 

Un principio de proliferación: inventar y elaborar teorías que sean inconsistentes con el punto de vista comúnmente aceptado, aun en el supuesto de que éste venga altamente confirmado y goce de general aceptación. el principio de proliferación es también parte esencial de una perspectiva humanitaria.

Justifica la contrainducción diciendo que hay teorías en las que la información necesaria para contrastarlas solo sería patente a la luz de otras teorías contradictorias con la primera. La historia de la ciencia proporciona ejemplos de la contrainducción en acción. Por ejemplo, Galileo tuvo que recurrir a la contrainducción para falsear los razonamientos con los que los físicos aristotélicos negaban el movimiento de la Tierra. Por tanto el uso de la contrainducción sería, simplemente, aprovecharse de una manera consciente de la propia forma de ser de la ciencia. La tierra hueca es una teoría ejemplar.
Feyerabend afirmaba que ninguna teoría sería nunca consistente con todos los hechos relevantes. Por ejemplo, una teoría de la gravitación de la entidad de la de Newton ha tenido desde el principio serias dificultades de desviaciones cuantitativas con los hechos observados. Esto no ha impedido que sea la dominante durante siglos y se considere un modelo de teoría científica. En estos casos, en lugar de desechar la teoría por su desacuerdo con los hechos se recurre a una aproximación o bien se inventa una hipótesis («una hipótesis ad hoc», dice Feyerabend) que cubra la inconsistencia. La actitud habitual en filosofía de la ciencia es despreciar estas hipótesis ad hoc por ir contra el método racionalista. Sin embargo, según Feyerabend, es un hecho que tales hipótesis son abundantes en el cuerpo de la ciencia. También Lakatos, uno de los principales seguidores de Popper, opina que cualquier nueva teoría que se proponga para sustituir a una teoría refutada, en el fondo no es más que (y no podría ser de otra manera) una teoría ad hoc. 
En conclusión, como diría Feyerabend: «Si las viejas formas de argumentación se hacen demasiado débiles para servir como causa, ¿no deben estos defensores o bien abandonar, o bien recurrir a medios más fuertes y más irracionales?».

### La ciencia en una sociedad libre(1978)
Continúa con su análisis de la ciencia y del método que el utiliza, criticando el estatus místico que ha alcanzado en la sociedad occidental como la mejor forma de adquirir conocimiento. La última parte del libro es una autodefensa frente a la pésima acogida entre los académicos que tuvo Contra el método, donde acusa a los críticos de no haberlo entendido:

No reconocen un argumento cuando lo ven, que consideran más importante la retórica que el argumento o que en mi libro hay algo que hiere a su pensamiento y confunde su percepción de tal forma que ante ellos los sueños y alucinaciones ocupan un lugar en la realidad.
(CSL, 1978 (p. 146)).

Feyerabend concluye su obra con algunas pautas y argumentaciones en contra de cada uno de aquellos que criticaron su obra de un modo muy subjetivo.
En La ciencia en una sociedad libre Feyerabend sigue retomando una crítica al análisis de la ciencia y el método que ella utiliza. En esta nueva obra Feyerabend retoma la polémica y su crítica iconoclasta hacia la ciencia, donde el argumento principal del filósofo es: «Lo que hago es lo siguiente. Comparo tres ídolos —la Verdad, la Honradez y el Conocimiento (o la Racionalidad)— y sus ramificaciones metodológicas con un cuarto ídolo —la Ciencia— y descubro que están en conflicto, llegando a la conclusión de que es hora de ver las cosas de otra forma» (CSL, 1978 (p.145)), de tal modo que en la primera parte de su libro lanza una incesante crítica contra la ciencia occidental. 
Siguiendo su obra, explica de otro modo que la ciencia no debe ser tomada totalmente como un ideal para la creación de una sociedad donde define que: 

Tendría que haber una separación del Estado y la Ciencia, tal y como ya hay una separación entre la Iglesia y el Estado. La razón de esta separación es muy sencilla: toda profesión tiene una ideología y una tendencia al poder que va más allá de sus logros, y es tendencia de una democracia mantener bajo control esta ideología y esta tendencia.
(CSL, 1978 (p.176)).

### Adiós a la razón(1987)
Feyerabend se apoya en Søren Kierkegaard y en diversos filósofos: románticos y existencialistas para negar la racionalidad del mundo, o más bien la existencia de una Razón abstracta dominante. La ciencia es como el arte en el sentido de que no hay un «progreso» ni una «verdad» sino simples cambios de estilo. 
Proclama las virtudes del pluralismo cultural. Las ideas occidentales no son las mejores, ni tampoco el ideal al que debe aspirar la humanidad. En su libro Adiós a la razón (1987), caps. 3-7, advierte que no se pueden despreciar como inútiles sistemas de creencias como la astrología o la medicina alternativa, a los que atribuye un estatus equiparable al de la ciencia.

### Artículos de 1980
Durante esta década publicó un gran número de artículos. En ellos opina que la razón y la ciencia han desplazado las creencias previas por un simple juego de poderes, no por haber ganado ninguna argumentación.
La ciencia es en realidad una aglomeración de ideas, no un conjunto unificado. Incluye gran cantidad de componentes que proceden de disciplinas no científicas que son parte vital del proceso, y en realidad no hay razón para suponer que el mundo posee una sola naturaleza. Por el contrario, se nos presenta profundamente plural.

### Dadaísmo epistemológico
Feyerabend considera que no es posible marcar estándares invariables en cualquier campo, incluida la ciencia, más bien considera que el rumbo que tomará el estudio será en base al objeto del mismo. Entonces, según Feyerabend, no existen principios universales dentro de la racionalidad científica por lo cual el conocimiento no sigue un camino siempre igual sino con peculiaridades que lo vuelven diferente de los demás. Es por esta postura que Feyerabend defiende tan arduamente la idea de que la ciencia esta llena de inconsistencias y anarquía, razones por las cuales afirma que sólo la crítica sustentada, la tolerancia a las inconsistencias y la absoluta libertad son las mejores herramientas para lograr que una ciencia sea realmente productiva.
Así es como Feyerabend llega a la conclusión de que el éxito de una investigación no se da por la medida en la que se aplican las reglas y fórmulas generales, es más ni siquiera se conocen explícitamente el método con el que se logró. Aquí podríamos recordar a Einstein que nos dice «La imaginación es más importante que el conocimiento».
Pero Einstein no es el único con el que compartía ideas, con su maestro Popper también lo hacía, esto se ve reflejado en una de las frases más célebres del mismo: «Soy profesor de método científico, pero tengo un problema: el método científico no existe».
La historia misma está llena de accidentes y curiosos eventos, esto demuestra la complejidad de las circunstancias reales y el carácter impredecible de las cosas. Por esto mismo la idea de un método fijo para cualquier evento es incongruente. Sin embargo, hay un principio que puede ser visto en cualquier circunstancia: todo sirve.
La ciencia no tiene un orden, no tiene un paso clave en el proceso que implique su éxito. Cuando se presenta un problema, la manera de llegar a su solución es ir cambiando el proceso aplicado, adaptando el método. No existe una guía considerada base para cada investigación, pero sí los métodos que vienen de experiencias anteriores.
En conclusión podemos decir que la mejor manera de hacer ciencia es no pensar que podemos llegar a una verdad absoluta, sino que tenemos que moldear nuestros pensamientos al problema y tomar en cuenta su propia singularidad.

## Obras

### Libros
- Tratado contra el método (1976)

- ¿Por qué no Platón? (1985)
- La ciencia en una sociedad libre (1978)
- Adiós a la razón (1987)
- Diálogos sobre el conocimiento (1991)
- Matando el tiempo (1995)
- Conquista de la abundancia (inacabado).

### Artículos
- «Intento de una interpretación realista de la experiencia» (1958)
- «Complementariedad» (1958)
- «El problema de la existencia de las entidades teóricas» (1960)
- «Explicación, reducción y empirismo» (1962)
- «Cómo ser un buen empirista» (1962)
- «Ciencia sin experiencia» (1969)
- «Consuelos del especialista» (1970)
- «Contra el método» (1974)
- «La ciencia como un arte» (1985).